# Тимм, Петер
Петер Тимм (нем. Peter Timm; род. 28 сентября 1950, Восточный Берлин) — немецкий кинорежиссёр и сценарист.

## Биография
В 1969 году Петер Тимм окончил Берлинский университет имени Гумбольдта, где изучал русский язык и историю. В это время он также брал уроки актёрского мастерства и режиссуры. В 1973 году был выслан из страны за критическое отношение к общественной системе и проживал в Западном Берлине, продолжив занятия германистикой и русским языком. В 1976 году Петер Тимм переехал во Франкфурт-на-Майне и до 1981 года работал в политическом кабаре при Театре хаоса Карла Наппса в качестве автора текстов, режиссёра и актёра. В 1981—1984 годах преподавал актёрское мастерство в Новой мюнхенской актёрской школе.
В 1986 году на экраны вышел первый художественный фильм Тимма — «Майер», где он также выступил автором сценария. Фильм завоевал кинонаграду Баварии и премию Эрнста Любича. Петер Тимм — автор нескольких кинокомедий. В 1993 году вместе с супругой организовал продюсерскую компанию Relevant Film. Петер Тимм — член Немецкой киноакадемии.

## Фильмография
- 1986: Майер / Meier
- 1988: Fifty Fifty
- 1991: Go Trabi Go
- 1991: Manta — Der Film
- 1992: Ein Mann für jede Tonart
- 1995: Rennschwein Rudi Rüssel
- 1995: Einfach nur Liebe
- 1996: Die Putzfraueninsel
- 1996: Zwei Leben hat die Liebe
- 1997: Dumm gelaufen
- 1999: Millennium Love — Ich habe dich nie vergessen
- 2001: Der Zimmerspringbrunnen
- 2002: Familie XXL
- 2004: Mein Bruder ist ein Hund
- 2006: Rennschwein Rudi Rüssel 2 — Rudi rennt wieder
- 2009: Любовь за стеной / Liebe Mauer
- 2011: Löwenzahn — Das Kinoabenteuer